# Jan Władysław Poczobut-Odlanicki
Jan Władysław Poczobut-Odlanicki herbu Zdarborzec (ur. 26 czerwca 1640, zm. 23 maja 1703) – pamiętnikarz, stolnik oszmiański w latach 1684–1703, łowczy wiłkomierski w latach 1670–1684.

## Życiorys
Jan Poczobut był pamiętnikarzem, pełnił funkcję łowczego wiłkomierskiego w latach 1670–1684. W latach 1684–1703 był stolnikiem oszmiańskim. W roku 1697 funkcjonował jako deputat powiatu oszmiańskiego do rady stanu rycerskiego rokoszu łowickiego.
Poseł sejmiku wiłkomierskiego na sejm koronacyjny 1676 roku.

### Życie prywatne
Był synem Marka Kazimierza Poczobuta-Odlanickiego i nieznanej z imienia i nazwiska matki, z małżeństwa swoich rodziców miał brata, Wawrzyńca Michała. Około 1660 roku wziął ślub z Rachelą Judytą Godebską herbu Godziemba. Miał z nią ośmioro dzieci; Michała, Klarę, Adama, Eufrozynę, Zofię, Dominika Wawrzyńca, Wiktorię, Mateusza.